# Pseudoproscopia latirostris
Pseudoproscopia latirostris är en insektsart som först beskrevs av Brunner von Wattenwyl 1890.  Pseudoproscopia latirostris ingår i släktet Pseudoproscopia och familjen Proscopiidae. Inga underarter finns listade i Catalogue of Life.